# Heavy Rotation Tour
Heavy Rotation Tour – druga europejska trasa koncertowa amerykańskiej piosenkarki Anastacii, która odbyła się w 2009 r. i promowała wydany w tym samym roku album Heavy Rotation. Obejmowała 34 koncerty (dwa koncerty zostały odwołane).

## Program koncertów

### Festiwale w Sankt Petersburgu i Weronie
1. „One Day In Your Life”
2. „Paid My Dues”
3. „Same Song”
4. „You'll Never Be Alone”
5. „Not That Kind”
6. „Sick and Tired”
7. „Heavy Rotation”
8. „Left Outside Alone” (zremiksowana wersja)
9. „I'm Outta Love”

### Pozostałe koncerty

#### Koncerty od czerwca do sierpnia
1. „One Day In Your Life” (ze wstępem z wideo)
2. „I Can Feel You”
3. „Wishing Well” (nie było wykonywane podczas niektórych koncertów)
4. „Same Song”
5. „I Thought Told You That”
6. „You'll Never Be Alone”
7. „Defeated”
8. „Cowboys & Kisses”
9. „Why'd You Lie to Me”
10. „In Your Eyes”
11. „You'll Be Fine” (nie grane na niektórych koncertach)
12. „Paid My Dues” (wideo interludium i wykonanie na żywo)
13. „Pieces of a Dream”
14. „Sick and Tired”
15. „I Belong To You (Il Ritmo della Passione)”
16. „Not That Kind”
17. „Beautiful Messed Up World” (wideo interludium)
18. „Heavy Rotation”
19. „I'm Outta Love”
20. „Left Outside Alone” (zremiksowana wersja)

#### Koncerty we wrześniu
1. „The Way I See It” (ze wstępem z wideo)
2. „One Day In Your Life”
3. „Same Song”
4. „I Thought Told You That”
5. „You'll Never Be Alone”
6. „Defeated”
7. „Cowboys & Kisses”
8. „Why'd You Lie to Me”
9. „In Your Eyes”
10. „Paid My Dues” (wideo interludium i wykonanie na żywo)
11. „Pieces of a Dream”
12. „Sick and Tired”
13. „I Belong To You (Il Ritmo della Passione)”
14. „Not That Kind”
15. „Heavy Rotation”
16. „I'm Outta Love”
17. „Left Outside Alone” (zremiksowana wersja)

## Dodatkowe informacje

### Kostiumy Anastacii
Podczas koncertów Anastacia pięć razy zmieniała kostiumy. Podczas koncertów w Helsinkach, Sztokholmie, Søndenborgu i Hamburgu występowała od początku do końca koncertu w tym samym stroju. Miała również kilka par okularów przeciwsłonecznych. W Helsinkach, Sztokholmie i Søndenborgu występowała w białych okularach przeciwsłonecznych. W Antwerpii występowała bez okularów; zaś w Amsterdamie wystąpiła w czarnych okularach przeciwsłonecznych.

### Zmiany w programach koncertów
Podczas koncertu w Birmingham (28 czerwca) nie były wykonywane utwory: „Wishing Well” i „Pieces of a Dream”. Zamiast tych utworów Anastacia wykonała utwór „Beautiful Messed Up World”. Na tym samym koncercie Anastacia specjalnie zadedykowała utwór „You'll Never Be Alone” pamięci Michaela Jacksona.

### Inne
- 10 lipca na koncercie w Taorminie do Anastacii dołączyła jej matka, Diana. Obie panie wykonały w duecie utwór „In Your Eyes”.
- Utwór „In Your Eyes” był także wykonany przez Anastacię i jej matkę na koncercie w Rzymie (12 lipca). Po tym utworze na tym samym koncercie matka Anastacii samodzielnie wykonała utwór „Ave Maria”.
- Na niektórych koncertach na scenę wchodzili zaproszeni przez Anastacię widzowie i śpiewali wraz z nią utwór „Cowboys & Kisses”.

## Lista koncertów
1. 4 czerwca 2009 – Moskwa, Rosja – Palace Square
2. 6 czerwca 2009 – Helsinki, Finlandia – Hartwall Arena
3. 9 czerwca 2009 – Sztokholm, Szwecja – Annexet
4. 11 czerwca 2009 – Søndenborg, Dania – Mølleparken
5. 13 czerwca 2009 – Antwerpia, Belgia – Lotto Arena
6. 14 czerwca 2009 – Amsterdam, Holandia – Heineken Music Hall
7. 16 czerwca 2009 – Baden-Baden, Niemcy – Baden-Baden Theatre
8. 18 czerwca 2009 – Hamburg, Niemcy – Freilichtbühne im Stadtpark
9. 19 czerwca 2009 – Düsseldorf, Niemcy – Phillips Halle
10. 21 czerwca 2009 – Frankfurt, Niemcy – Alte Oper
11. 22 czerwca 2009 – Monachium, Niemcy – Philharmonie im Gaisteg
12. 25 czerwca 2009 – Londyn, Anglia – HMV Hammersmith Apollo
13. 26 czerwca 2009 – Cardiff, Walia – Cardiff International Arena
14. 28 czerwca 2009 – Birmingham, Anglia – National Indoor Arena
15. 30 czerwca 2009 – Cork, Irlandia – The Docklands (jako część Live at the Marquee)
16. 2 lipca 2009 – Manchester, Anglia – Manchester Apollo
17. 5 lipca 2009 – Zurych, Szwajcaria – Hallenstadion
18. 7 lipca 2009 – Werona, Włochy – Verona Arena (występ z Eltonem Johnem w ramach jego trasy Face to Face 2009)
19. 8 lipca 2009 – Lucca, Włochy – Piazza Napoleone
20. 10 lipca 2009 – Taormina, Włochy – Teatro Antico
21. 12 lipca 2009 – Rzym, Włochy – Auditorium Parco della Musica
22. 14 lipca 2009 – Graz, Austria – Stadthalle Graz
23. 16 lipca 2009 – Praga, Czechy – Tesla Arena
24. 18 lipca 2009 – Girona, Włochy – Botanical Gardens of Caixa Girona Auditorium
25. 20 lipca 2009 – Madryt, Hiszpania – Escenario Puerta del Ángel
26. 21 lipca 2009 – Walencja, Hiszpania – Jardines de Viveros
27. 23 lipca 2009 – Guimarães, Portugalia – Pavilhão Multiusos
28. 25 lipca 2009 – Lizbona, Portugalia – Pavilhão Atlântico
29. 1 sierpnia 2009 – Isle of Wight, Anglia – Osborne House
30. 3 września 2009 – Esch-sur-Alzette, Luksemburg – Rockhal
31. 5 września 2009 – Bratysława, Słowacja – Sibamac Arena
32. 6 września 2009 – Budapeszt, Węgry – Syma Sports and Events Centre
33. 10 września 2009 – Wilno, Litwa – Siemens Arena
34. 13 września 2009 – Kijów, Ukraina – Palace of Sports

Na 8 września planowany był koncert w Moskwie w kompleksie Olimpijskij, jednak został odwołany i przeniesiony na ten sam dzień do stolicy Azerbejdżanu – Baku. Jednak i tam został odwołany. Odwołano również planowany na 11 września koncert w Estonii (w Tallinnie) w Saku Suurhall Arena.

## Personel

### Personel techniczny Anastacii
- Sponsor: Live Nation Global Touring
- Reżyseria koncertów: Kim Gavin
- Technicy produkcji: Chris Vaughan i Keely Myers
- Reżyser muzyki: Orefo Orakwue
- Choreografia: Gareth Walker
- Reżyser sceny: Misty Buckley
- Tancerze: Jay Revell i Tom Goddhall

### Muzycy
- Gitara elektryczna: Dave Ital
- Gitara basowa: Orefo Orakwue
- Perkusja: Steve Barney
- Keyboardy: Hannah Vastabs i Marcus Byyrne
- Chórki: Elizabeth Troy i Maria Quintile